# Brás Alemão de Cisneiros
Brás Alemão de Cisneiros (nascido cerca de 1560 – ) foi um fidalgo português, Moço de Câmara de El-Rei D. Sebastião, Cavaleiro Professo na Ordem de Cristo e Sargento-Mor da vila de Pederneira e Coutos de Alcobaça. Feito Governador do Forte de Nossa Senhora da Nazaré, justificou a sua nobreza no Reinado de D. Sebastião, pelo que lhe foi passada Carta de Brasão de Armas com as Armas dos Cisneiros, em 5 de Março de 1575. Nela se diz ser Braz Alemão de Cisneiros Alferes de Infantaria, ordenado para Guarda e Vigia da cidade de Ceuta e Cavaleiro feito pela mão do dito Senhor (D. Sebastião) nos campos de Tânger.

## Família
Filho de Diogo Alemão de Cisneiros, neto paterno de Afonso de Cisneiros, bisneto de Francisco Rodrigues de Cisneiros, trisneto de João de Cisneiros, e descendente legítimo por linha masculina do Conde D. Rodrigo Gonçalves de Cisneiros, Senhor da Vila de Cisneiros, pajem de Lança de El-Rei D. Afonso de Leão (6.º) e procedia por legítima varonia do Infante D. Ordonho O Cego e de sua mulher a Infanta D. Cristina, ele filho de El-Rei D. Ramiro II do Reino de Leão e de sua mulher a Rainha D. Teresa e ela filha de El-Rei D. Bermudo e da Rainha D. Belarquida.
Casou-se com D. Maria Malho de Bivar, filha legitimada do Beneficiado Padre Rodrigo Malho de Bivar, sendo este filho de Jorge de Bivar e de sua mulher D. Margarida Malho, neto paterno de Ruy Fernandes de Bivar, Fidalgo biscainho e de sua mulher Marta Fernandes Malho, natural de Victória e sobrinha do célebre Mestre Mateus Fernandes, construtor do Mosteiro da Batalha; e neto materno de João Malho, pai do célebre Braz Malho Cavaleiro de Santiago.
Deste casamento houve vasta descendência, como foi, entre outros, José Alemão de Mendonça Cisneiros e Faria, que nasceu na Vermelha, baptizado na Igreja de S. Simão, a 26 de Dezembro de 1706. Feito Cavaleiro-Fidalgo da Casa Real (Alvará de 16 de setembro de 1748), e Fidalgo de Cota de Armas (Alvará de 24 de janeiro de 1753).